# فريدريش لودويغ كناب
فريدريش لودويغ كناب (بالألمانية: Friedrich Ludwig Knapp)‏ هو كيميائي وأستاذ جامعي ألماني، ولد في 22 فبراير 1814 في ميشلشتات في ألمانيا، وتوفي في 8 يونيو 1904 في مدينة براونشفايغ في ألمانيا.